# Stadio Alberto Braglia
Lo stadio Alberto Braglia è un impianto sportivo della città italiana di Modena. Vocazionalmente dedicato alla pratica del calcio, è la maggiore arena scoperta del comune d'appartenenza e della relativa provincia.
Costruito tra il 1936 e il 1938 su progetto degli ingegneri Umberto Costanzini e Luciano Petrucci, poi ristrutturato e ampliato nei successivi decenni, ospita le gare interne del maggior club calcistico locale, il Modena, che tradizionalmente ne ha in appalto la gestione previa stipula di una convenzione con l'amministrazione comunale, effettiva proprietaria dell'impianto. L'attuale stadio sorge nello stesso luogo dove era allocato il vecchio Campo di Viale Fontanelli, il precedente impianto nel quale il club modenese ha giocato nei suoi primi 24 anni di storia.
Ha inoltre ricoperto transitoriamente il ruolo di campo casalingo di altre squadre del comune e della provincia, ovvero la Fratelli Rosselli, squadra del quartiere Buon Pastore di Modena (che vi ha giocato nella stagione 1980-1981 a causa dei lavori che interessarono il loro campo da gioco, per poi tornare dalla stagione 2017-2018 per dodici partite, con il nuovo nome di Rosselli Mutina), il Sassuolo (che vi ha giocato dalla stagione 2008-2009 alla stagione 2012-2013, fatti salvi i turni preliminari di Coppa Italia fino al 2009) e il Carpi (che vi ha disputato la stagione 2015-2016 - ad eccezione del terzo turno preliminare di Coppa Italia - e le prime cinque gare interne del 2016-2017). Nei casi di Sassuolo e Carpi, si trattava di società sprovviste di un impianto proprio omologato per i campionati italiani di prima e/o seconda serie. Ad esse si aggiunge il Castelvetro, che l'ha impiegato per le prime due partite interne della stagione 2016-2017 onde consentire la ristrutturazione del proprio stadio, ritornando nella stagione seguente, 2017-2018 per cinque gare, per lo stesso motivo.
L'impianto ha anche ospitato in passato le due squadre femminili di calcio cittadine: l'Associazione Calcio Femminile Modena, che vi ha giocato dal 1985 al 1990 nelle stagioni disputate in Serie A, e il Calcio Femminile Modena Femminile dal 1996 al 1998.

## Storia

### Il Campo di Viale Fontanelli
Nel 1911 la società Club Sportivo Italia chiese e ottenne l’area prativa tra la cinta daziaria e il viale (attuale Monte Kosica) per costruire un Velodromo in legno. Il Comune la concesse e velocemente nella primavera del 1912 fu costruito un velodromo con pista in legno la cui gestione fu affidata alla neonata società calcistica del Modena. L'impianto, che in autunno vide la rimozione della pista in legno, ospitò la prima gara del Modena il 1º novembre 1912, in occasione dell'amichevole Modena-Ausonia Reggio Emilia, terminata 7-0. Nell’agosto-settembre del 1913 si provvide a sostituire la vecchia tribuna con la nuova in legno. In questo periodo l'impianto era noto come Campo dell’ex Velodromo - Piazza d’Armi (toponimo che all’epoca indicava non solo l’area oggi chiamata Novi Sad, ma tutta l’area al di qua della cinta daziaria e fino al Foro Boario).
Nel 1919 la tribuna non esisteva più in quanto il legno era stato venduto. La tribuna venne quindi ricostruita sul lato opposto, verso la cinta daziaria e il campo venne cinto con un muro in mattoni recuperati dall’abbattimento delle mura. In questo periodo diventa normale riferirsi all'impianto come Campo di Viale Fontanelli, secondo la vecchia toponomastica cittadina.

### La costruzione del nuovo stadio
Il 12 settembre 1935, l'amministrazione comunale annunciò la costruzione del nuovo stadio nell'ottica della costruzione di un quartiere degli sport. I lavori iniziarono nell'estate del 1936, lavori che determinarono una diversa disposizione del campo di gioco nord-sud e non più est-ovest, come da disposizioni federali. La prima partita del nuovo stadio, denominato Stadio Comunale, si tenne l'11 ottobre 1936 in occasione della 5ª giornata di Serie B 1936-37 (le prime quattro gare vennero giocate in trasferta dal Modena a causa dei lavori in fase di ultimazione) e fu Modena-Cremonese, conclusasi 0-0. Nel 1936 venne costruita la prima gradinata in legno poi ampliata negli anni seguenti. I lavori continuarono per altri due anni e l'impianto venne completato nell'estate del 1938 con anche la costruzione della tribuna centrale in cemento e coperta. Nel settembre 1938 cambiò denominazione in Stadio Cesare Marzari, intitolato all'ex giocatore canarino caduto nella guerra civile spagnola dedicandogli inoltre un busto di bronzo posto nella tribuna centrale.

### Secondo dopoguerra: l'intitolazione a Braglia
Nella Seconda guerra mondiale, i bombardamenti del 1944 colpirono anche la zona sportiva, così dopo la guerra, lo stadio venne completamente rimesso a nuovo e l'impianto tornò ad assumere il nome di Stadio Comunale. Negli anni cinquanta si decise di cambiare nome allo stadio, così nel febbraio 1957 assunse la denominazione di Stadio Alberto Braglia, in omaggio al ginnasta modenese vincitore di tre ori olimpici (uno a Londra 1908 e due a Stoccolma 1912) al quale l'anno successivo venne dedicato un busto, che oggi è posto sul retro del lato sud della tribuna.
A metà degli anni 1950, la gradinata in legno venne abbattuta e ricostruita in mattoni e cemento, poi rialzata e ampliata nel 1963. Nel 1962 venne poi costruita, con tubi innocenti e legno, una tribuna laterale a fianco di quella centrale coperta e venne infine realizzata in mattoni e cemento la curva sud, l'ultimo settore dello stadio, eretta sopra un basso terrapieno. Negli anni 1960, così, la capienza dello stadio raggiunse il suo massimo storico, consentendo di ospitare circa 30 000 spettatori, essendo permesso anche l'accesso di pubblico in piedi; fu infatti il 22 settembre 1963, nella partita vinta per 1-0 contro la Juventus, che si stabilì il record assoluto di spettatori con circa 35 000 presenze.
Negli anni 1980 vennero occasionalmente montate delle tribune provvisorie in tubi innocenti in occasione di particolari derby, poi subito smontate. Nel 1990 al fianco della tribuna centrale vennero montate delle ulteriori tribunette in ferro. Il 17 settembre 2000 la curva sud dello Stadio Braglia è stata intitolata a Luigi Montagnani, presidente della società canarina dal gennaio 1997 fino al decesso, sopraggiunto nel luglio 2000: la denominazione è divenuta ufficiale il 12 settembre 2002. Il 5 aprile 2013, la gradinata è stata invece intitolata alla memoria di Paolo Ponzo, ex giocatore gialloblù scomparso a soli 41 anni.

### La ristrutturazione degli anni 2000-2010
Nel Terzo millennio la struttura è stata al centro di importanti lavori di ristrutturazione, effettuati in due diverse fasi, che hanno consentito di portare la capienza dell'impianto a 17 000 posti nella stagione 2002-03 e successivamente a 20 507 nel campionato 2003-04.

#### Prima fase (2002)
Dopo due promozioni consecutive ottenute dal Modena (dalla Serie C1 alla Serie A nelle stagioni 2000-2001 e 2001-2002), nell'estate del 2002, per l'imminente inizio della nuova avventura nel massimo campionato italiano, i lavori hanno incluso la ricostruzione della curva Gigi Montagnani (riservata ai sostenitori canarini), l'ampliamento provvisorio della gradinata, l'ammodernamento della tribuna storica e l'abbattimento della vecchia curva ospiti. La nuova curva Montagnani è stata così riposizionata in prossimità del campo e portata ad una capienza di 3 400 posti, i quali si sommano agli 890 ricavati modificando la parte sud della gradinata, per una capacità totale di 4 300 unità. Nella parte sottostante la nuova curva Montagnani sono stati inoltre ricavati due nuovi blocchi di servizi igienici, un punto di ristoro con annessi magazzini e una nuova sala stampa.
I lavori hanno riguardato anche la gradinata, sulla quale si è montata una struttura metallica sovrastante il rettilineo ancora scoperto, onde incrementare l'agibilità di 1 480 posti già dall'esordio casalingo.
Nell'occasione è stato inoltre rivisto l'accorto tra comune e Modena FC per la gestione dell'arena: l'allora sindaco Giuliano Barbolini e l'allora presidente canarino Romano Amadei hanno optato per sostituire la convenzione quadriennale fino ad allora in vigore con un patto di 15 anni (avente scadenza nel 2017). Col documento in questione club e municipio si sono inoltre spartiti l'onere economico dei lavori, in una proporzione del 50,1% contro il 49,9%. L'amministrazione comunale al contempo azzerò il canone di affitto dello stadio, considerandolo assorbito dagli oneri finanziari di ristrutturazione (ammontanti a oltre 10 milioni di euro,), per coprire i quali Amadei accese un mutuo a nome della società presso l'Istituto per il Credito Sportivo, con una rata annuale di 616.690 euro.
Nell'aprile 2014 il Consiglio comunale modenese ha approvato una delibera per prolungare ulteriormente la convenzione col Modena di 10 anni, con nuova scadenza nel 2027. La decisione fu presa anche per consentire alla società canarina di rinegoziare il mutuo stipulato nel 2002 con l’Istituto per il Credito Sportivo, la cui rata annuale venne decrementata a 420 000 euro.
Nel marzo 2015 viene approvata un'ulteriore delibera da parte del Consiglio comunale spostando la scadenza della convenzione al 2034, permettendo al Modena di abbassare ulteriormente la rata annuale del mutuo a 261.754 euro, pagabili in due rate semestrali da 130 877 euro l'una. Viene però aggiunta una clausola che consente al Credito Sportivo di rivalersi sulla fidejussione del Comune, con conseguente rottura della convenzione in caso di mancato pagamento di più di una rata semestrale.

#### Seconda fase (2003)
Dal marzo 2003 fino in estate si è proceduto alla realizzazione del secondo stralcio di lavori, onde portare la capienza a 20 000 posti:
- Lo spostamento delle torri-faro e il raccordo della curva alla gradinata e alla tribuna storica ha portato la capienza della curva Gigi Montagnani a 5 300 posti.
- La demolizione della pista di atletica ha permesso la costruzione di una nuova gradinata, posizionata a ridosso del terreno di gioco, con una capienza di oltre 7 000 posti a sedere.
- La copertura di una parte della nuova gradinata.
- Il restauro della tribuna storica e la sostituzione delle strutture metalliche con altre fisse, esteticamente e materialmente omogenee al resto dell'impianto.

La realizzazione dei gradoni di raccordo tra i settori ha permesso così di cingere l'intero perimetro del terreno di gioco, portando la capienza a oltre 20.000 posti e migliorando il comfort complessivo dell'infrastruttura.

#### Ulteriori adeguamenti
Il 3 maggio 2006 sono terminati i lavori per la copertura della Curva Montagnani: un intervento preannunciato dall'Amministrazione comunale e condotto in collaborazione con il Modena F.C. Dopo l'intervento di rimodellamento dell'impianto avvenuto in precedenza, è stata ultimata anche la copertura della curva dedicata al presidente Gigi Montagnani, per un'area di circa 2700 metri quadrati. La nuova copertura è architettonicamente uguale a quella della Gradinata.
Il 21 novembre 2007 lo stadio Braglia ha ospitato la sfida Italia-Fær Øer, valevole per la qualificazione ai Campionati Europei 2008. Viste le vigenti normative FIFA, è stato necessario adeguare l'intero impianto con l'apposizione di seggiolini nelle due curve, gli ultimi due settori che restavano senza i seggiolini regolamentari con schienale. Nel bimestre ottobre-novembre 2007 lo stadio ha raggiunto infine la capienza di 21 151 posti, tutti a sedere.

#### Nuovo manto erboso
Nell'estate del 2015, in previsione del debutto del Carpi in Serie A, è stato del tutto rinnovato il manto erboso dello stadio: il nuovo tappeto è composto per l'85% da erba naturale rafforzata e per il 15% da erba sintetica. Viene inoltre installato nel sottosuolo l’impianto di riscaldamento a serpentine per la prevenzione del ghiaccio, mentre ancora più in profondità viene realizzato il piatto drenante.
Tutto ciò ha portato il campo a collimare con gli standard obbligatori di Serie A, Serie B, competizioni UEFA e per selezioni nazionali.

### Anni 2010: rottura e ripresa della convenzione col Modena
Complici le scarse prestazioni del Modena, nella seconda metà degli anni 2010 lo stadio Braglia ha subìto un rapido degrado: la scarsa manutenzione ha favorito l'accumulo di sporcizia in varie parti dell'arena, nonché l'abbandono e la rovina di taluni locali ed ausili dello stadio (quale il maxischermo, installato nel 1997 sopra la curva ospiti in occasione del concerto de I Tre Tenori e successivamente guastatosi).
Nel maggio 2017, dopo che il Modena non ebbe risposto al sollecito per il pagamento di due rate semestrali arretrate del canone (entrambe risalenti al 2016), l'amministrazione comunale annunciò la rottura della convenzione, togliendo la gestione dello stadio alla società e assumendosene così l'incarico a partire da luglio 2017. Il Modena FC si ritrovò così impossibilitato a giocare la prima parte di stagione nel proprio impianto, ove il comune attuò dei lavori manutentivi d'urgenza, onde tamponare pesante situazione di degrado che lo affligge.
Terminati i lavori il Modena FC (consistente debitore nei confronti dell'amministrazione comunale) si vide però negare la riammissione all'uso dello stadio per tre partite ufficiali: la conseguenza fu la sconfitta a tavolino della società canarina in tutti e tre i casi. A metà ottobre 2017 arrivò l'ufficialità dello sfratto del club (ormai avviato al fallimento) anche dal campo di allenamento e dagli uffici.
Nel giugno 2018 la nuova società Modena Football Club 2018, che ha ereditato la tradizione sportiva del dichiarato fallito Modena Football Club, ha stipulato con il Comune una nuova convenzione a cadenza annuale, potendo così utilizzare stadio, campo di allenamento e uffici della sede; il concordato con l'amministrazione comunale definisce altresì la modalità di gestione e manutenzione dell'impianto sportivo.

#### Implementazioni successive
Nell'estate 2025 viene completata la ristrutturazione del settore Tribuna Scoperta con la realizzazione di 12 Sky Box.

## Incontri di rilievo

### Calcio
Lo Stadio Braglia ha ospitato in tre occasioni la Nazionale Italiana (due volte per le qualificazioni agli Europei e una ai Mondiali), cinque volte la Nazionale Under-21 (quattro amichevoli e una partita di qualificazione agli Europei) e due volte la Nazionale femminile (una per le qualificazioni agli Europei e un'amichevole).
Per gli incontri di club, l'impianto è stato utilizzato come campo neutro varie volte in occasione di particolari incontri di spareggio:
- Tre volte in massima serie (una partita delle finali nazionali nel 1920, uno spareggio salvezza nel 1943 e uno spareggio per l'accesso al girone finale nel 1946).
- Due volte in Serie B (uno spareggio salvezza nel 1947 e uno spareggio promozione nel 1987).
- Due volte in terza serie (uno spareggio salvezza di Serie C nel 1955 e la finale play-off di Serie C1 nel 1996).
- Quattro volte in quarta serie (due spareggi promozione di Serie C2 nel 1982 e nel 1985, uno spareggio retrocessione nel 1990 e la finale play-off nel 1999).
- Due partite dei quarti di finale del Campionato Primavera nel 2016.
- La finale di Coppa di Terza Categoria Modena nel 2018.

Tutte e quattro le partite della Coppa Anglo-Italiana 1982 si sono disputate interamente nello stadio modenese. Nel 1988 il Bologna ha giocato la partita di andata della semifinale della Coppa Mitropa a Modena perché il suo impianto era sottoposto a lavori di ampliamento in vista dei Mondiali del 1990. Nel 2010 la Juventus ha giocato la partita di ritorno del terzo turno preliminare di Europa League al Braglia in quanto il suo stadio era occupato dal concerto dalla band degli U2. Sempre nel 2010 si è disputata anche la 19ª edizione della Partita del cuore.

#### Nazionale
| Arbitro: | Meyer |

|                                               |           |                 |
| Benjaminsen 11’ (aut.) Toni 36’ Chiellini 41’ | Marcatori | 83’ R. Jacobsen |

| Arbitro: | Tudor |

|                                   |           |  |
| Rossi 21’ Cassano 39’ Pazzini 68’ | Marcatori |  |

| Arbitro: | Munukka |

|                      |           |  |
| Destro 5’ Peluso 92’ | Marcatori |  |

#### Nazionale Under-21
| Arbitro: | Reggiani |

|           |           |  |
| Rossi 82’ | Marcatori |  |

| Arbitro: | Di Bernardo |

|                |           |  |
| Pellegrini 18’ | Marcatori |  |

| Arbitro: | Türe |

|            |           |  |
| Simone 57’ | Marcatori |  |

| Arbitro: | Schüttengruber |

|                           |           |             |
| Rossini 41’ Zambrotta 43’ | Marcatori | 78’ Haworth |

| Modena 6 ottobre 2006, ore 21 UTC+2 Qualificazioni agli Europei 2007, Play-off, Andata | Italia  | 0 – 0 referto | Spagna | Stadio Alberto Braglia (10 000 spett.)\| Arbitro: \| Čeferin \| |
| Arbitro:                                                                               | Čeferin |               |        |                                                                 |

#### Competizioni per club
| Arbitro: | Lamorgese |

|                   |                      |                                       |
| Ascagni Doto Izzo | Tiri di rigore 1 – 4 | Segnato · Segnato · Segnato · Segnato |

| Arbitro: | Luci |

|                                       |           |  |
| Gregoric 40’ De Falco 65’ Ascagni 75’ | Marcatori |  |

| Arbitro: | Berisha |

|                                                |           |                 |
| Lorenzo 42’ Marronaro 44’ 54’ 90’ Aaltonen 87’ | Marcatori | 57’ 78’ Kincses |

| Arbitro: | Daloukas |

|               |           |  |
| Del Piero 74’ | Marcatori |  |

### Football americano
| Modena 30 giugno 1985 SilverBowl I | Gladiatori Roma | 14 – 15 (8-0 0-0 6-0 0-15)                                                                             | Vikings Bollate | Stadio Alberto Braglia (1 000 spett.) |
| Team Q1 ( saf ) Bazzucchi Q1 ( TD ) 8yd run Mobley Q3 ( TD ) run Marcatori Q4 ( TD ) Coppola Q4 ( tpc ) action Maccarini Q4 ( TD ) 1yd pass from Garavaglia Armillotta Q4 ( pat ) Colonna |                 | |                 |                                       |
| |                 | |                 |                                       |
| Team Q1 (saf) Bazzucchi Q1 (TD) 8yd run Mobley Q3 (TD) run | Marcatori       | Q4 (TD) Coppola Q4 (tpc) action Maccarini Q4 (TD) 1yd pass from Garavaglia Armillotta Q4 (pat) Colonna |                 |                                       |

### Rugby a 15
| Arbitro: | Pearson |

|                                                   |      |                          |
|                                                   | mt   | 8’ Tuapati               |
|                                                   | tr   | 9’ Baikeinuku            |
| Bergamasco 12’, 20’, 36’, 46’, 53’, 61’, 76’, 80’ | c.p. | 25’, 28’, 40’ Baikeinuku |

### Ciclismo

#### Tappe del Giro d'Italia con arrivo nello stadio cittadino di Modena
| Anno | Giorno    | Tappa | Partenza | km  | Vincitore di tappa | Maglia rosa  |
| ---- | --------- | ----- | -------- | --- | ------------------ | ------------ |
| 1940 | 29 maggio | 11ª   | Firenze  | 184 | Fausto Coppi       | Fausto Coppi |

### Sport cinofili
- Campionati Mondiali di addestramento, agilità e obbedienza dei cani pastori tedeschi 2019: Igp e Agility - WUSV IGP 2019 e Obedience World Cup.[32]

## Concerti
Lo stadio Braglia ha ospitato diverse esibizioni di artisti musicali:
- 1987 - U2 (29-30 maggio, The Joshua Tree Tour)
- 1987 - Duran Duran (4 giugno, The Strange Behaviour Tour)[33]
- 1988 - Pink Floyd (8-9 luglio, A Momentary Lapse of Reason Tour)[34]
- 1988 - Prince (3 settembre, Lovesexy Tour)[35]
- 1989 - Simple Minds (20 maggio, Street Fighting Years Tour)[36]
- 1989 - Joan Baez, Tracy Chapman e Francesco De Gregori (26 giugno)[37]
- 1990 - Mano Negra (27 giugno)[38]
- 1991 - Simple Minds (8 luglio, Real Life Tour)[39]
- 1993 - Guns N' Roses (29-30 giugno, Skin N’ Bones Tour)[40]
- 1993 - Vasco Rossi (2 settembre, Gli spari sopra Tour)
- 1997 - I Tre Tenori (17 giugno, Concerto di beneficenza)[41]
- 2008 - Rage Against the Machine (14 giugno, Rage Against the Machine Reunion Tour)[42]
- 2022 - Ultimo (30 giugno, Ultimo Stadi 2022)[43]

## Dati strutturali
Capienza stadio:
- Tribuna centrale (coperta e scoperta): 5 037 posti
- Gradinata: 7 196 posti
- Curva sud (Montagnani): 5 122 posti
- Curva nord (ospiti): 3 152 posti
- Settori "cuscinetto" 644 posti
- Capienza totale: 21 151 posti

Altre informazioni:
- Dimensioni del campo principale: 105 × 68 m
- 4 torri faro h. 42 m con 180 lampade 2 kW
- 50 posti stampa
- 1 sala stampa
- 1 palestra
- 2 spogliatoi atleti
- 2 spogliatoi arbitri
- 1 infermeria
- 1 locale per l'antidoping
- 4 locali adibiti a biglietteria
- 8 punti di ristoro
- 3 punti vendita
- 7 servizi igienici pubblici
- 10 magazzini
- 2 locali adibiti a cabina elettrica META
- Campo da allenamento "Zelocchi": 96 × 56 m con illuminazione per gare in notturna e tribuna scoperta in Dalmine per 300 posti a sedere.